# Дептівська сільська рада
Де́птівська сільська́ ра́да — колишній орган місцевого самоврядування в Конотопському районі Сумської області. Адміністративний центр — село Дептівка.

## Загальні відомості
- Населення ради: 1 167 осіб (станом на 2001 рік)

## Населені пункти
Сільській раді були підпорядковані населені пункти:
- с. Дептівка

## Склад ради
Рада складалася з 14 депутатів та голови.
- Голова ради: Новак Віктор Павлович
- Секретар ради: Стахняк Тамара Василівна

### Керівний склад попередніх скликань
| Прізвище, ім'я, по батькові   | Основні відомості                                                                       | Дата обрання | Дата звільнення |
| ----------------------------- | --------------------------------------------------------------------------------------- | ------------ | --------------- |
| Марусиченко Віктор Григорович | Сільський голова, 1949 року народження, безпартійний                                    | 26.03.2006   | 31.10.2010      |
| Новак Віктор Павлович         | Сільський голова, 1971 року народження, освіта середня спеціальна, член Партії регіонів | 31.10.2010   |                 |

Примітка: таблиця складена за даними сайту Верховної Ради України